# Prometheum
Prometheum är ett släkte av fetbladsväxter. Prometheum ingår i familjen fetbladsväxter.
Kladogram enligt Catalogue of Life:
| Prometheum | \| \| Prometheum aizoon \| \| \| \| \| \| Prometheum chrysanthum \| \| \| \| \| \| Prometheum muratdaghense \| \| \| \| \| \| Prometheum pilosum \| \| \| \| \| \| Prometheum rechingeri \| \| \| \| \| \| Prometheum sempervivoides \| \| \| \| \| \| Prometheum serpentinicum \| \| \| \| \| \| Prometheum tymphaeum \| \| \| \| |
|            | \| \| Prometheum aizoon \| \| \| \| \| \| Prometheum chrysanthum \| \| \| \| \| \| Prometheum muratdaghense \| \| \| \| \| \| Prometheum pilosum \| \| \| \| \| \| Prometheum rechingeri \| \| \| \| \| \| Prometheum sempervivoides \| \| \| \| \| \| Prometheum serpentinicum \| \| \| \| \| \| Prometheum tymphaeum \| \| \| \| |
|            | Prometheum aizoon |
|            | |
|            | Prometheum chrysanthum |
|            | |
|            | Prometheum muratdaghense |
|            | |
|            | Prometheum pilosum |
|            | |
|            | Prometheum rechingeri |
|            | |
|            | Prometheum sempervivoides |
|            | |
|            | Prometheum serpentinicum |
|            | |
|            | Prometheum tymphaeum |
|            | |

## Bildgalleri

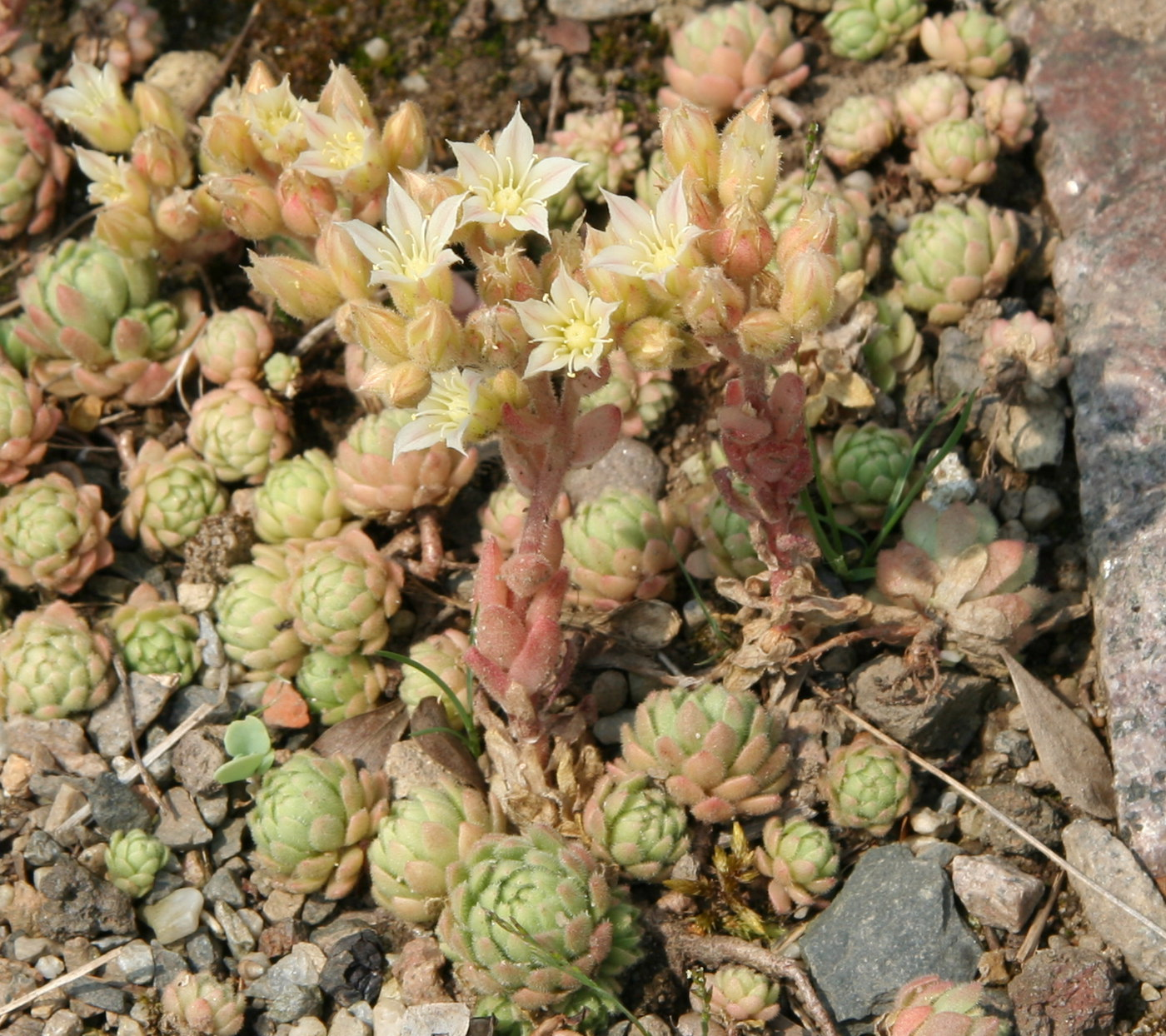
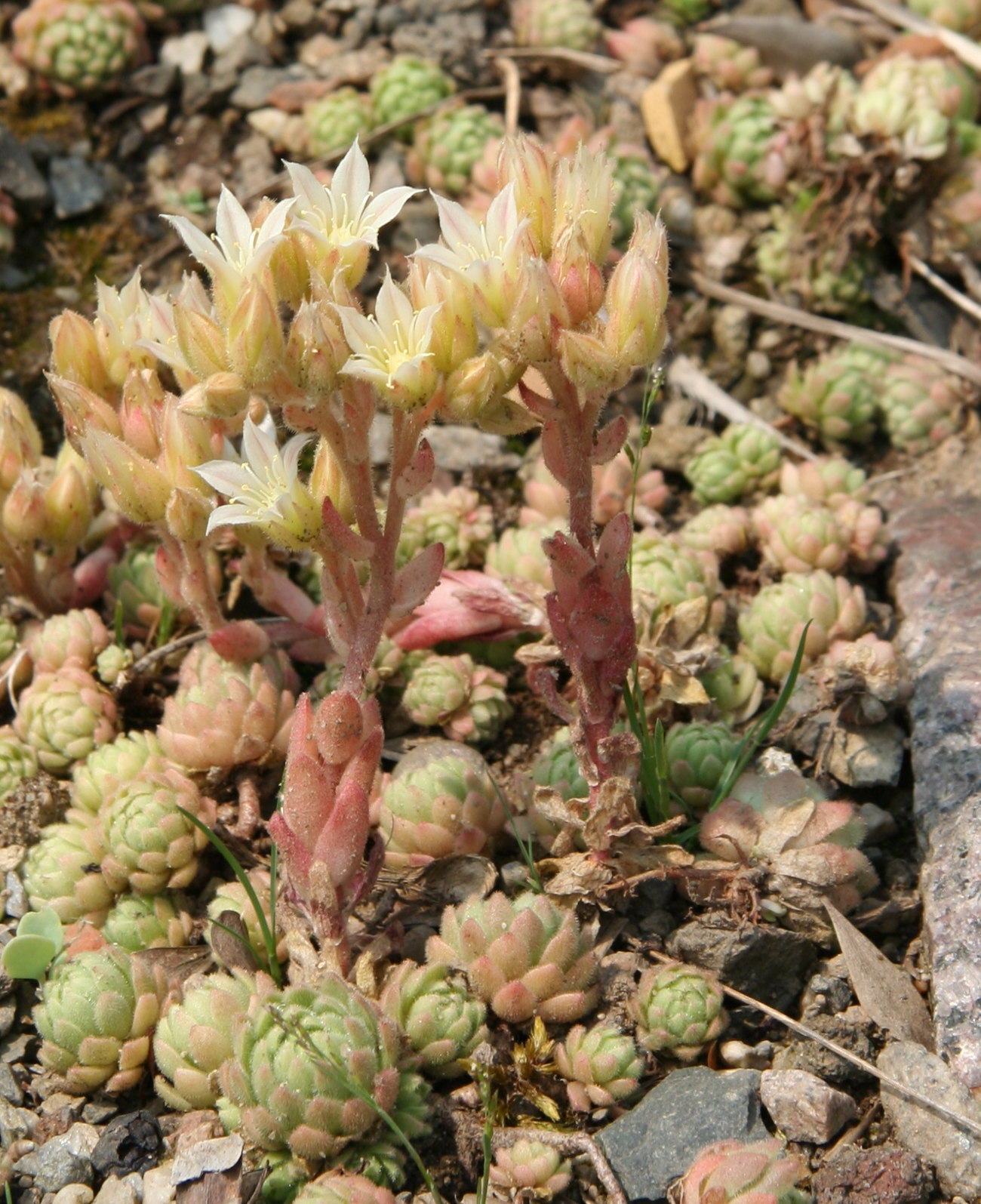
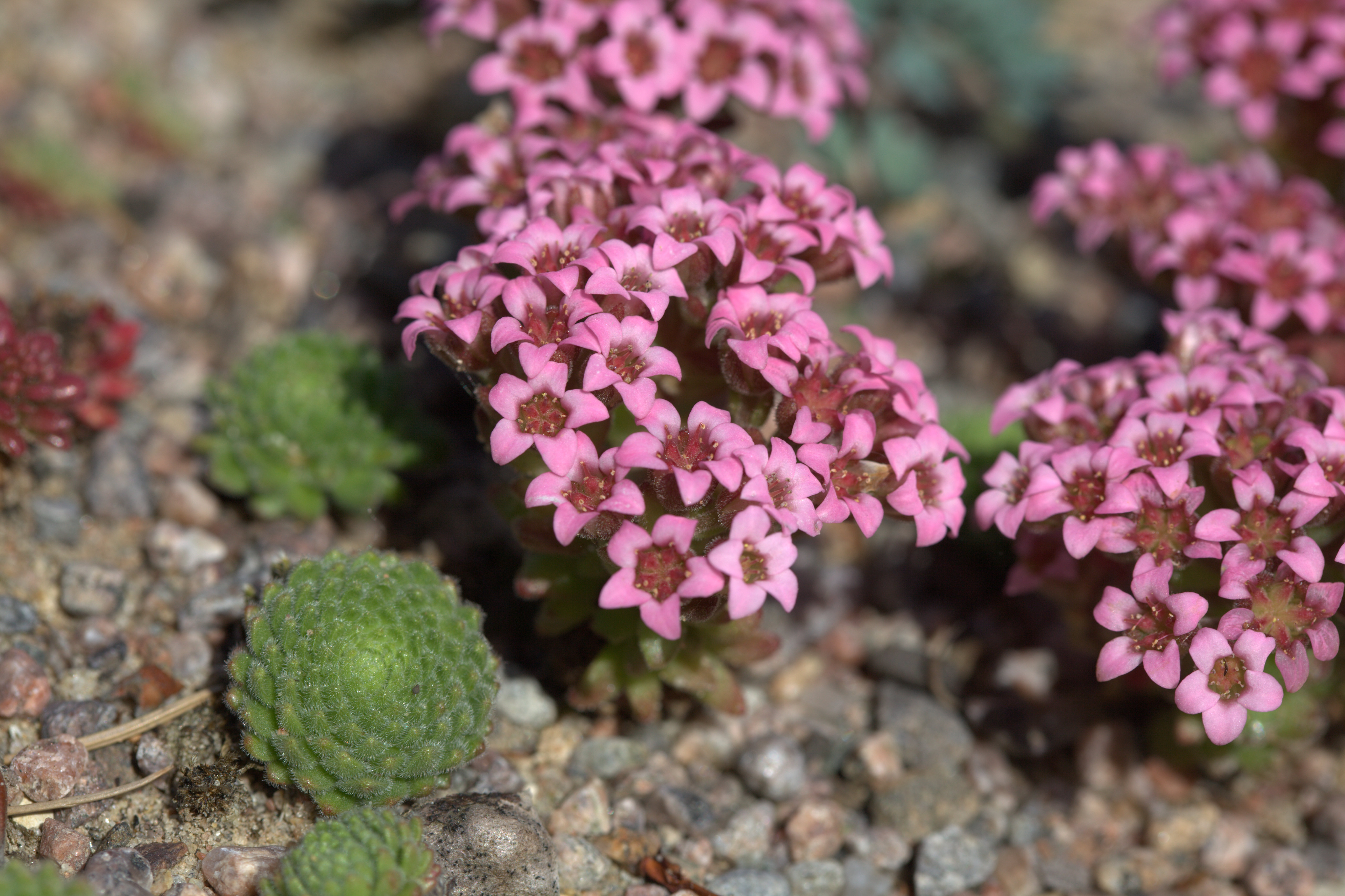
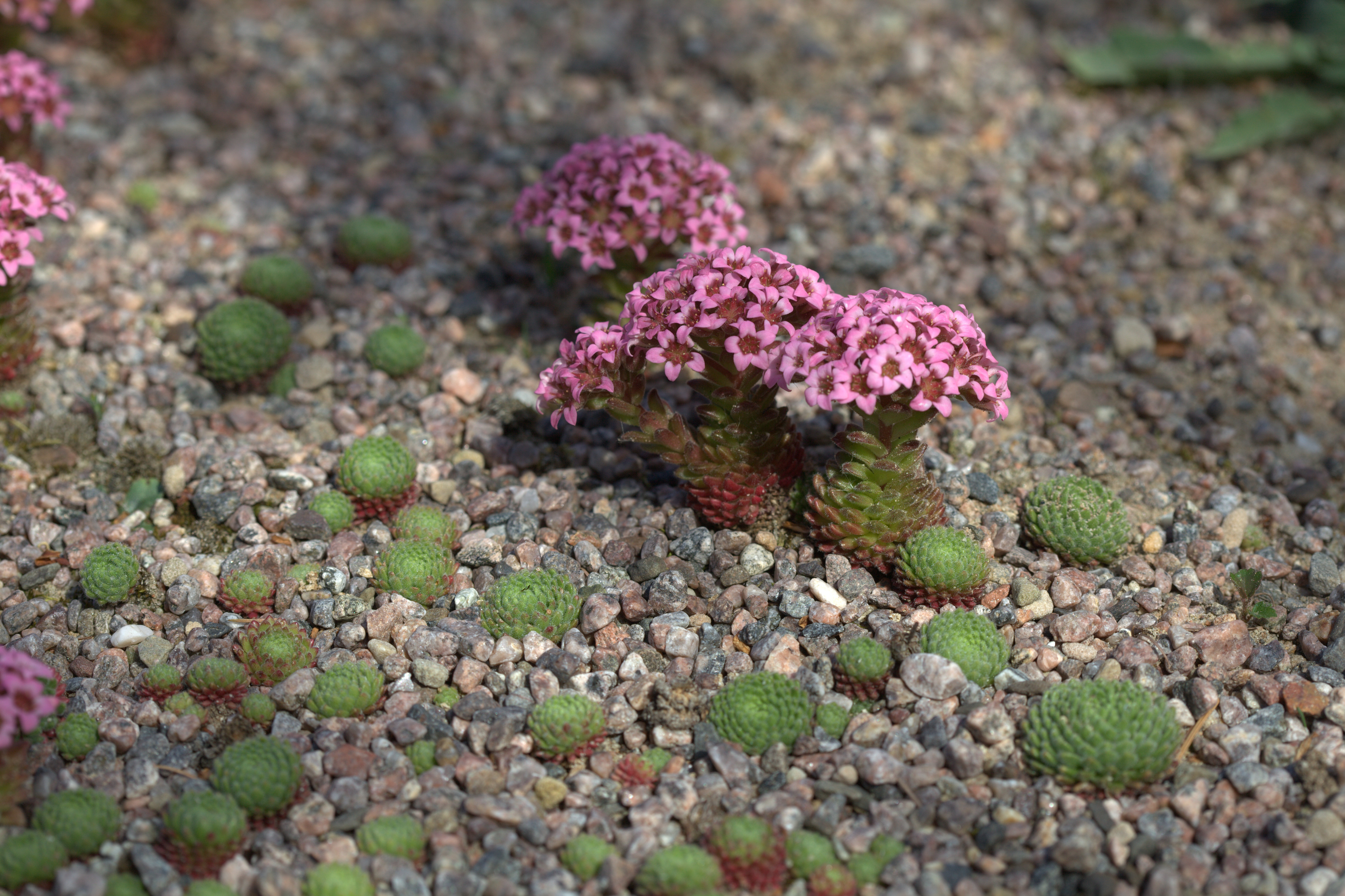